# Міхеіл Саакашвілі
Міхеі́л Ніколо́зович Саакашві́лі (груз. მიხეილ სააკაშვილი, нар. 21 грудня 1967, Тбілісі, Грузинська РСР) — грузинський та український політик, громадський діяч, юрист. Президент Грузії (з 25 січня  2004 до 25 листопада 2007 і з 20 січня 2008 по 17 листопада 2013 року), голова партії Єдиний Національний Рух, один із лідерів «Революції троянд», у результаті якої був відсторонений від влади Едуард Шеварднадзе.
Голова Одеської ОДА, радник Президента України (2015—2016). 26 травня 2015 року отримав громадянство України.
Учасник і лідер протестів проти політики Порошенка в Україні. 26 липня 2017 — позбавлений громадянства України «через недостовірні дані, наведені при його отриманні». За іншими даними, причиною позбавлення українського громадянства став конфлікт із президентом України Порошенком (Див. нижче ). 12 лютого 2018 року висланий з України, жив на батьківщині дружини в Нідерландах. 28 травня 2019 року новообраний президент Зеленський повернув Міхеїлу українське громадянство
З 2020 по 2021 рік — Голова Виконавчого комітету Національної ради реформ України. У вересні 2021 року Саакашвілі повернувся в Грузію, де був арештований.

## Життєпис

### Ранні роки
Народився 21 грудня 1967 в Тбілісі в сім'ї грузинської інтелігенції. Вихованням займалися мати, вітчим (професор-психолог) і дядько по материнській лінії (Темур Аласанія, дипломат, що працював в ООН).
В юності захоплювався плаванням, музикою, баскетболом, вивчав англійську та французьку мови. У старших класах був заступником секретаря комітету комсомолу школи № 51, де він навчався.

### Освіта

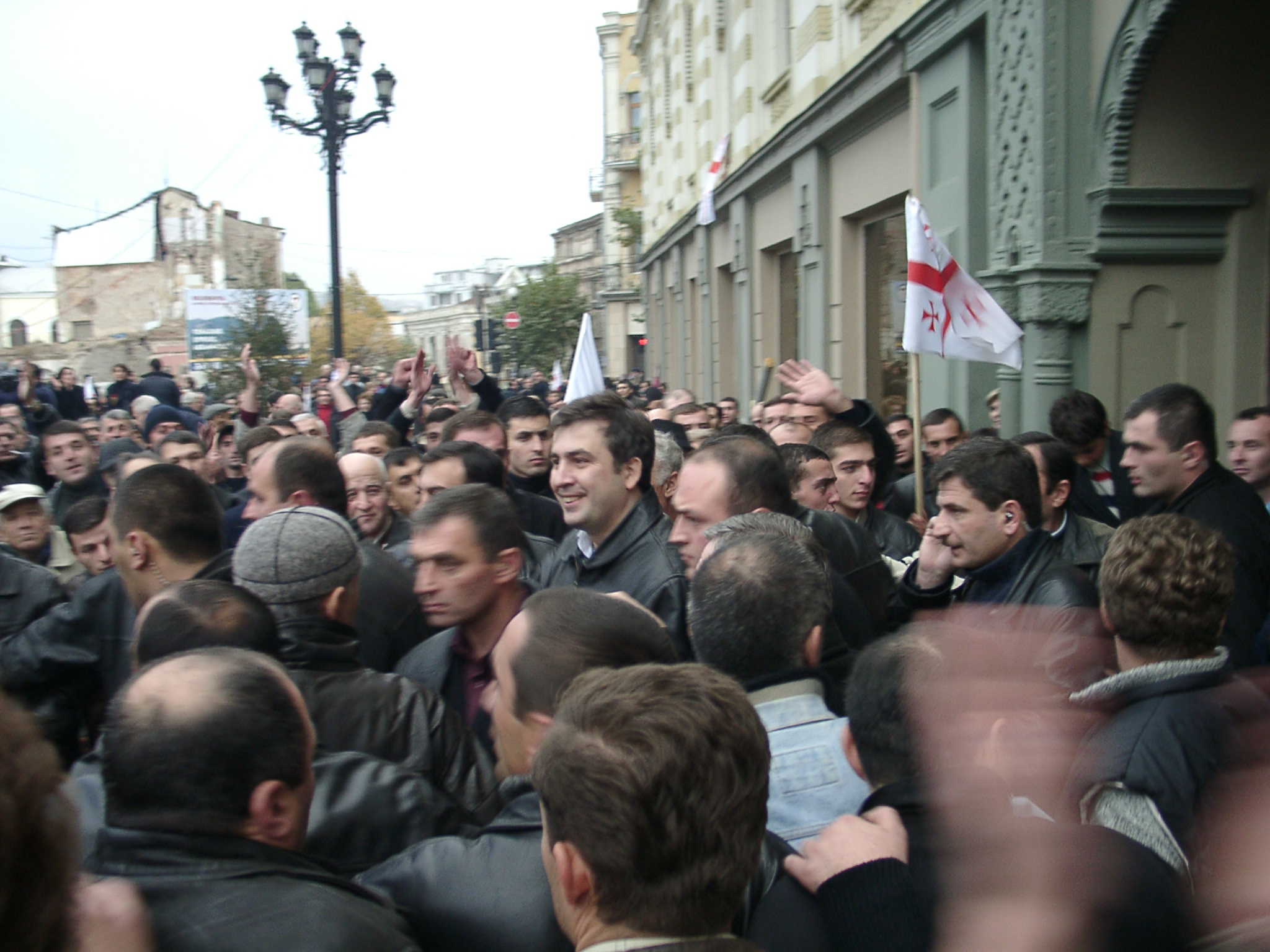
Лідер опозиції Саакашвілі. Тбілісі 2003 року, площа Свободи

- 1984 — закінчив середню школу № 51 в Тбілісі із золотою медаллю. 1988 року служив у прикордонних військах у Чопі[12].
- 1992 — з відзнакою закінчив факультет міжнародного права Інституту міжнародних відносин КНУ. Навчався разом з Петром Порошенком[13].
- 1994 — закінчив магістратуру юридичного факультету Колумбійського університету Нью-Йорка[14].
- 1995 — здобув докторський ступінь в Університеті Джорджа Вашингтона[14].
- Флорентійська академія права[14]
- Гаазька академія міжнародного права (1995)[14]

Працював у Державному комітеті Грузії із захисту прав людини (1992).
Депутат парламенту Грузії (1995—1999, 1999—2000). Голова комітету з конституційних, юридичних питань і законності (1995—1998). Голова парламентської фракції «Союзу громадян» (1998—1999).
2000 — віце-президент ПАРЄ. Член Головної ради Союзу громадян Грузії.
2000—2001 — міністр юстиції Грузії.
2001 — обраний депутатом парламенту Грузії за мажоритарною системою. Створив політичну організацію «Єдиний Національний Рух» (2002). Того ж року обраний головою Тбіліського сакребуло (представницькі збори). Один із ініціаторів масових демонстрацій протесту проти Шеварднадзе з вимогами відставки уряду та проведення нових виборів. Акція протесту завершилася так званою «революцією троянд» (20—23 листопада 2003).
Після зміщення Шеварднадзе висунув свою кандидатуру на дострокових президентських виборах. Вибори відбулися 4 січня 2004 року й завершилися перемогою Саакашвілі, за якого проголосували 96,27 % виборців.

## Політична кар'єра в Грузії

### Президент Грузії

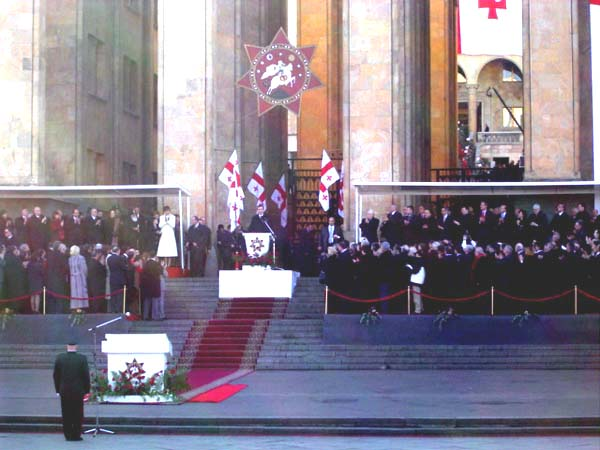
Інавгурація президента Саакашвілі. Січень 2004-го, Тбілісі

2004-го новообраний президент Грузії Саакашвілі заявив про наміри повернути під контроль Грузії Південну Осетію та Абхазію. Того ж року Саакашвілі висловив бажання включити Грузію в склад Євросоюзу. Після зустрічі в Брюсселі з президентом Єврокомісії Романо Проді Грузія була включена в число держав-претендентів на членство в ЄС. Саакашвілі заявив, що Грузія має вступити в Євросоюз не пізніше 2009 року.
Під час Помаранчевої революції в Україні Саакашвілі підтримав лідера «Нашої України» Ющенка. 1 січня 2005 року виступив зі сцени Майдану в Києві.
10 травня президент США Джордж Буш підтримав позицію Саакашвілі щодо відновлення територіальної цілісності Грузії.
Наприкінці липня — на початку серпня 2006 року Грузія провела вдалу поліцейську спецоперацію в Кодорській ущелині. По завершенні операції Саакашвілі заявив, що Грузія зробила серйозний крок вперед на шляху відновлення своєї територіальної цілісності.
14 листопада 2006-го заявив, що вважає питання про вступ Грузії до Євросоюзу «питанням часу».
13 березня 2007 парламент Грузії одноголосно підтримав вступ до НАТО, прийнявши декларацію про негайне приєднання Грузії до Північноатлантичного альянсу.

### Реформи
За часів президентства Саакашвілі Грузія посіла восьме місце за простотою відкриття бізнесу, сьоме місце — за отриманням прав на будівництво, друге місце — за легкістю реєстрації прав власності, п'яте місце — за отриманням кредитів, двадцяте — за рівнем захисту інвесторів. Прийшовши до влади, Саакашвілі пообіцяв отримати від приватизації 200 мільйонів доларів уже наступного року. Якщо в 1994—2000 бюджет отримав 192 мільйони доларів, то в 2005 році ця сума зросла до 231 мільйона.
У сфері державного управління президент Саакашвілі віддавав перевагу переважно молодим фахівцям і за часи його правління в грузинському уряді було лише дві людини віком понад 40 років. Саакашвілі казав, що молода людина за бажання швидко підвищить свій інтелектуальний рівень, а перевиховувати вихідців із минулого — справа майже безнадійна.

Генеральним прокурором Грузії було призначено Ніка Ґварамія, якому на той момент було 28 років, а заступником міністра внутрішніх справ було призначено 31-річну Еку Зґуладзе.

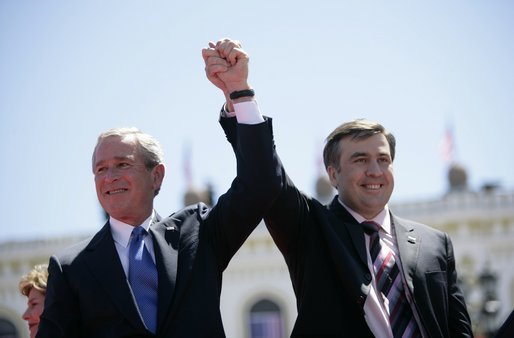
Дж. Буш молодший та Саакашвілі

У березні 2005 в Грузії прийнято програму дерегуляції економіки.
У Грузії було зменшено кількість міністерств з 18 до 13, кількість державних служб — з 52 до 34. Було здійснено скорочення персоналу міністерств на 35 %, а кількість чиновників у громадському секторі зменшилась на 50 %. Наслідком люстрації став суттєвий ріст зарплат у держслужбовців, зарплата яких у середньому зросла до близько 450 доларів.
У сфері освіти та медицини було запровадження системи зовнішніх екзаменів та скасування вступних іспитів до ВНЗ. Ректори втратили будь-яку можливість впливати на формування складу своїх абітурієнтів. Вступ до вищого навчального закладу почав відбуватися на основі результатів незалежного тестування. Якщо абітурієнт набирав високу кількість балів, держава оплачувала його навчання.
Боротьба з корупцією почалась із чистки державного апарату. Відразу після приходу до влади Саакашвілі звільнив керівників усіх силових структур. З перших днів президентства він узявся за ДАІ, яку вважав феодальним збирачем грошей на дорогах. Президент Саакашвілі оголосив ДАЇшникам ультиматум: або вони припиняють брати хабарі, або будуть звільнені усі без винятку.
За новим законом «Про патрульну поліцію» утворювалась патрульна поліція, яка виконувала функції боротьби з правопорушниками та нагляду за дорожнім рухом. Паралельно з нею було створено відділ кримінальної поліції. Було звільнено близько 90 % усіх співробітників колишньої міліції (близько 75 тис. людей), а кількість новоствореної поліції було скорочено до 30 тис. осіб.
На місце колишніх міліціонерів Саакашвілі набрав людей, необхідною умовою працевлаштування яких була відсутність досвіду роботи в правоохоронних органах.
Новим поліцейським було підвищено зарплату в 10—20 разів. Було введено медичне страхування, страхування на випадок загибелі та премії (за розкриття складних справ та подібні досягнення), що можуть бути досить значними. Поліцейських було попереджено, що в разі порушення закону та корупційні дії їх одразу звільнятимуть.

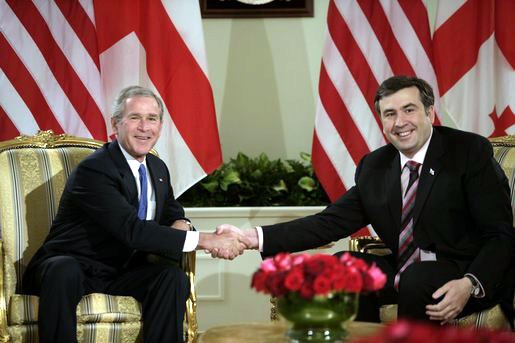
Саакашвілі на переговорах із Бушем-молодшим. Тбілісі, 10 травня 2005

Задля виявлення в поліції та в інших сферах потенційних корупціонерів було утворено Генеральну інспекцію. На початку роботи нової поліції таким способом було знешкоджено кілька сотень співробітників, які вчинили неправомірні дії. Грузинські поліціянти мали доносити на свого напарника, якщо той вчинив або провокує на вчинення правопорушення. Крім того, за новим грузинським законодавством, хабародавець, який повідомить про хабарника в правоохоронні органи, звільняється від кримінальної відповідальності.
Було заборонено обслуговувати державних службовців поза чергою. За порушення цього правила звільняли з роботи.
Значні реформи були проведені в судовій системі. Було організовано Незалежну вищу раду юстиції. Президент, парламент та уряд вже не могли впливати на процес обрання членів цього органу. Суддям було призначено високі зарплати. Крім того, держава оплачує їм житло та пальне. 15 суддів були ув'язнені за порушення, а середній вік суддів зменшився через прихід молодих спеціалістів.
Також показовим є легкість потрапляння на прийом до міністра МВС або його заступників — достатньо просто прийти, без записів, дозволів та дзвінків. Другим показовим моментом стала прозорість роботи поліції — будівля міністерства скляна та кожен перехожий може бачити все, що відбувається всередині.
У 2010 році американська неурядова організація Freedom House опублікувала звіт, згідно з яким рівень корупції в Грузії залишився таким же, яким був у 1999—2000 роках, при цьому корупція для Грузії залишається проблемою. При цьому сказано, що за останні роки в боротьбі з корупцією в нижніх і середніх ешелонах влади було досягнуто помітного успіху, проте Грузія все ще потерпає від елітарної корупції.
У 2011 році був прийнятий закон про люстрацію або «Хартія Свободи». За цим законом колишні співробітники спецслужб СРСР або комуністичні партійні лідери не мають права обіймати високі державні посади. Введені певні обмеження для роботи таких осіб у правоохоронних органах. Заборонено використання комуністичної та нацистської символіки в громадських місцях.

### Опозиційні виступи 2007 року
У вересні 2007 року ексміністр оборони Грузії Іраклій Окруашвілі заявив про створення партії «Для єдиної Грузії». У той же день Окруашвілі повідомив, що на початку липня 2005 року Саакашвілі начебто вів із ним переговори про можливе вбивство Бадрі Патаркацишвілі, але він проігнорував вимоги президента. Також він заявив, що прем'єр-міністр Жванія був вбитий, а не отруївся чадним газом у квартирі. Крім того, ексміністр звинуватив Саакашвілі та його оточення в корупції та нерішучості.
27 вересня Окруашвілі був затриманий грузинськими правоохоронними органами. 29 вересня Саакашвілі відкинув усі звинувачення, які були висунуті проти нього Окруашвілі та заявив, що долю ексміністра вирішуватиме суд. Крім того він пообіцяв відновити територіальну цілісність Грузії до осені 2008 року.
7 жовтня на допиті в генеральній прокуратурі Окруашвілі визнав, що робив заяви проти президента Саакашвілі та його родини з метою дискредитації голови держави. 9 жовтня Окруашвілі було звільнено під заставу 10 мільйонів ларі (приблизно 6 млн доларів). 1 жовтня його було вислано за межі Грузії.
2 листопада 2007 року перед будинком грузинського парламенту почався безстроковий мітинг опозиції, однією з вимог якої був перехід до парламентської республіки. Після того, як 7 листопада грузинський спецназ, використовуючи водомети та сльозогінний газ, розігнав мітинг, опозиція висунула умову негайної відставки Саакашвілі. При розгоні мітингу опозиції постраждали близько 500 людей. Влада заборонила телеканали «Кавкасія» та «Імеді», а також опозиційну телекомпанію «Руставі-2».
7 листопада Саакашвілі виступив із промовою, у якій заявив, що готовий «принести себе в жертву заради народу Грузії» і висловив занепокоєння подіями в країні. У Міністерстві закордонних справ Грузії заявили, що опозиція координує свої дії з Росією. 8 листопада вночі Саакашвілі підписав указ про введення в Грузії надзвичайного стану терміном на 15 днів «у зв'язку зі спробою державного перевороту».
Згодом, головним опонентом Саакашвілі став лідер партії «Грузинська мрія» і найбагатша людина Грузії — мільярдер Іванішвілі, який мав великі статки в Росії.

### Зовнішня політика Грузії часів президентства Саакашвілі

#### Відносини Грузія-НАТО
6 квітня 2004 року Саакашвілі представив штаб-квартирі НАТО Презентаційний документ своєї країни для участі в Індивідуальному плані дій, який остаточно затверджений у жовтні 2004 року. Грузинська сторона мала виконати всі зобов'язання, передбачені цим планом, після чого могла почати роботу над необхідним для країни-кандидата в члени НАТО Планом дій, що відкриває шлях до реальних переговорів про членство в НАТО.

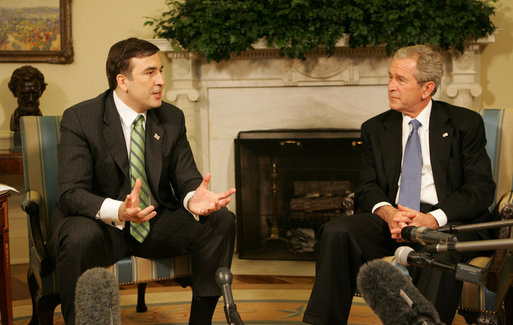
Переговори з президентом США Дж. Бушем, 2008

У березні 2005 до Грузії прибула делегація експертів НАТО для оцінки ходу виконання індивідуальної програми співпраці Грузії з Північноатлантичним альянсом. Представники НАТО ознайомилися з рівнем підготовки грузинських військовослужбовців і технічною оснащеністю грузинської армії. На зустрічах із вищим керівництвом Міністерства оборони Грузії експерти НАТО отримали інформацію про хід реформ у системі, згідно з програмою індивідуального плану співробітництва, яку затвердив комітет НАТО в жовтні 2004 року. 2 березня 2005 року в Брюсселі підписано угоду, яка встановлювала порядок транзиту через територію Грузії вантажів і персоналу, необхідних для функціонування Міжнародних сил безпеки, що перебували під командуванням НАТО на заході Афганістану.
У 2006 грузинський парламент прийняв постанову «Про інтеграцію Грузії до НАТО».
У 2007 Грузія провела в себе навчання ВПС під егідою НАТО в межах програми «Партнерство заради миру». У жовтні 2007 року Альянс і Грузія почали співпрацювати в області конверсії та управління військовими об'єктами.
У підсумковій Декларації Бухарестського саміту від 3 квітня 2008 року було задекларовано, що Грузія в майбутньому обов'язково стане членом Північноатлантичного альянсу.
5 січня 2008 під час проведення дострокових президентських виборів у Грузії паралельно проходив референдум із питання про вступ країни до НАТО, на якому 77 % населення виступило за входження до Північноатлантичного альянсу.

#### Грузія та Євросоюз
Після війни в Південній Осетії в 2008 році зближення Грузії та ЄС помітно сповільнилось. Саакашвілі звинуватив Європейський Союз у тому, що Спільнота не сприймала серйозно й ніяк не реагувала на його попередження з приводу концентрації російських військ на кордонах із Грузією. 15 вересня 2008 року Європейський союз ухвалив рішення надіслати в район збройного конфлікту з грузинської сторони групу спостерігачів за дотриманням умов перемир'я та припинення вогню. Двома тижнями пізніше почалася оперативна фаза Місії спостерігачів Європейського союзу (European Union Monitoring Mission, EUMM) в Грузії. На Кавказ надіслали 200 спостерігачів ЄС із 22 держав Співтовариства.
У травні 2010 року глава представництва Євросоюзу в Росії Фернандо Валенсуела заявив, що в осяжній перспективі приєднання Грузії до Євросоюзу не буде.
У липні 2010 року в Батумі стартували переговори представників ЄС і Грузії з приводу укладення двосторонньої угоди про асоціацію. Більш того, Євросоюз і Грузія створюють зону вільної торгівлі, так більше чверті зовнішньої торгівлі Тбілісі вже припадає на ЄС. За оцінками Брюсселя, нова угода забезпечить приріст економіки Грузії на 4,3 % на рік.

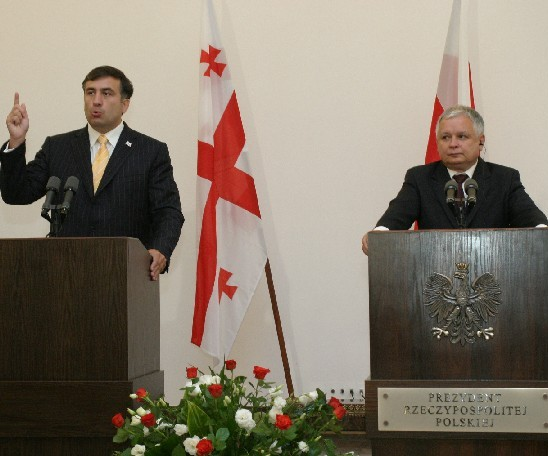
На зустрічі із Лехом Качинським, 23 серпня 2006

#### Грузинсько-російські відносини
Взимку 2005 року грузинська влада виступила з вимогою негайно вивести російські війська з міст Ахалкалакі та Батумі. У березні 2005 року парламент Грузії прийняв резолюцію, згідно з якою російські війська мали покинути територію Грузію не пізніше 1 січня 2006 року.
22 січня 2006 року після вибухів магістральних газопроводів, у результаті яких було перекрито постачання газу в Грузію та Вірменію, Саакашвілі заявив, що оцінює ці вибухи як диверсію, після чого звинуватив Москву в шантажі.
26 січня 2006 року Саакашвілі підписав указ про вихід Грузії з «Ради міністрів оборони країн СНД». 27 березня було заборонено ввозити в Росію грузинські вина та мінеральну воду.
14 червня в Костянтинівському палаці Санкт-Петербурга відбулась півторагодинна зустріч Саакашвілі з Путіним. Саакашвілі заявив, що налаштований на мирний діалог у питанні врегулювання конфліктів, насамперед за участю Росії.
6 серпня в Грузії було заарештовано ряд діячів проросійської опозиції. Саакашвілі заявив, що заарештовані планували державний переворот.
27 вересня грузинська поліція заарештувала чотирьох російських офіцерів, звинувачених у шпіонажі, після чого Росія оголошує про початок транспортної блокади Грузії.
2 жовтня російські військовослужбовці були передані Росії, але 3 жовтня рішення про блокаду вступило в дію. Саакашвілі назвав блокаду перевіркою незалежності й самостійності Грузії. Російська влада заявила, що ці дії є відповіддю на антиросійський курс Грузії.

#### Російсько-грузинська війна 2008 року
5 січня 2008 року Саакашвілі переміг на дострокових президентських виборах, набравши 53,4 % голосів.
З приходом до влади Міхеіла Саакашвілі було зроблено декілька спроб домовитися з урядом сепаратистів у Цхінвалі, однак перемови не дали позитивного результату.
У березні та квітні абхазцями було збито 5 грузинських безпілотних літальних апаратів. На початку квітня перші підрозділи 7-ї десантно-штурмової дивізії ЗС РФ увійшли в Абхазію та розмістилися біля грузинського кордону.
16 квітня МЗС Росії повідомило, що президент Росії Путін дав уряду доручення, на основі яких Москва будуватиме з Абхазією та Північною Осетією особливі стосунки.
21 квітня грузинська влада заявила про збиття над грузинською території російськими винищувачами МіГ-29 безпілотного літака-розвідника МВС Грузії.
29 квітня МЗС Росії офіційно оголосило «Про заходи зі зміцнення колективних сил СНД із підтримки миру в зоні грузинсько-абхазького конфлікту». За даними «Нової газети» від 5 травня з району Сочі кордон по річці Псоу перейшов тисячний контингент із бронетехнікою 3-го батальйону 108-го десантно-штурмового полку. 31 травня на територію Абхазії було перекинуто підрозділи залізничних військ Росії чисельністю 400 осіб. Влада Грузії назвала дії Росії підготовкою до військової інтервенції.
У травні Саакашвілі зробив декілька спроб домовитись із новим президентом Росії Дмитро Медведєв.
8 липня чотири російські військові літаки перетнули повітряний простір Грузії. 1 серпня в результаті терористичного акту були поранені шестеро грузинських поліцейських. 7 серпня Саакашвілі виступив по телебаченню із заявою стосовно протистояння навколо Цхінвалі, обіцяв автономію Осетії, амністію учасникам боїв та проголосив одностороннє припинення вогню й наказав не відповідати, навіть якщо грузинські позиції будуть обстрілюватися. Проте, осетинсько-російські війська припинення вогню не підтримали й продовжували провокувати Грузію, у результаті чого о 23:00 Саакашвілі був змушений заявити про перехід грузинських військ у наступ і наказав «відновити конституційний лад на частині території Грузії».
О 4:45 ранку 8 серпня міністр уряду Грузії Тимурі Якобашвілі заявив, що грузинські війська контролювали значні території регіону та майже вибили сепаратистів із столиці автономії. Того ж дня прем'єр-міністр Росії Путін та президент Медведєв засудили «вторгнення» Грузії в Південну Осетію. Вже о 10 годині ранку за місцевим часом російські літаки почали атаки на грузинські позиції біля міст Цхінвалі та Ґорі. Ще 7 серпня Росія почала перекидати свої війська до Південної Осетії. Грузія в односторонньому порядку припинила наступ, аби дати можливість цивільному населенню залишити зону воєнних дій. Тим часом до Південної Осетії було введено регулярні війська Російської Федерації загальною кількістю близько 150 танків та іншої техніки. До кінця 8 серпня російські війська та осетинські загони контролювали великі частини Цхінвалі, а російська авіація продовжувала бомбардувати військові бази поблизу Тбілісі та знищувати грузинські літаки.
9 серпня близько 8 години ранку російська сторона заявила про захоплення Цхінвалі, грузинська сторона в свою чергу запевняла, що грузинські війська ще контролюють частини столиці автономії. Грузія повідомила про 10 збитих російських літаків. Ескалація конфлікту відбулась і в Абхазії, де російські війська почали атаки на грузинські позиції в Кодорській ущелині. Того ж дня за поданням президента Саакашвілі грузинський парламент ухвалив постанову про «воєнний стан» в Грузії на 15 днів. Він також запропонував припинення вогню між сторонами та відведення військ, однак ця пропозиція була відхилена Росією, яка наполягала на виведенні грузинських військ із Південної Осетії.
11 серпня Росія розширила діапазон своїх атак не тільки на об'єкти в Південній Осетії та Абхазії, але й почала наступ на місто Ґорі на шляху до Тбілісі та захопила грузинські міста Зугдіді та Сенакі на заході країни. Також російські війська захопили центральну трасу, яка сполучає східну та західну Грузію. У Тбілісі почалася паніка й мешканці почали тікати з району бойових дій. Міхеїл Саакашвілі намагався заспокоїти населення та запевнив, що грузинські війська готові до оборони столиці.
12 серпня до Тбілісі прилетіли президенти України, Польщі, Литви та Естонії, а також прем'єр-міністр Латвії, де разом з Саакашвілі виступили на мітингу, на який вийшло десятки тисяч грузинів.
14 серпня парламент Грузії проголосував за вихід з СНД.
16 серпня Росія та Грузія підписали мирну угоду, згідно з якою війська мали повернутись на позиції, які були зайняті до війни.

### Парламентські вибори 2012 року
1 серпня 2012 року президент Грузії Саакашвілі призначив парламентські вибори на 1 жовтня. 7 серпня він заявив, що в 2008 році головною метою Кремля було взяття Тбілісі, зміна зовнішньої політики Грузії та фізичне знищення лідерів країни. Наприкінці серпня рейтинг популярності Саакашвілі складав близько 58 %.

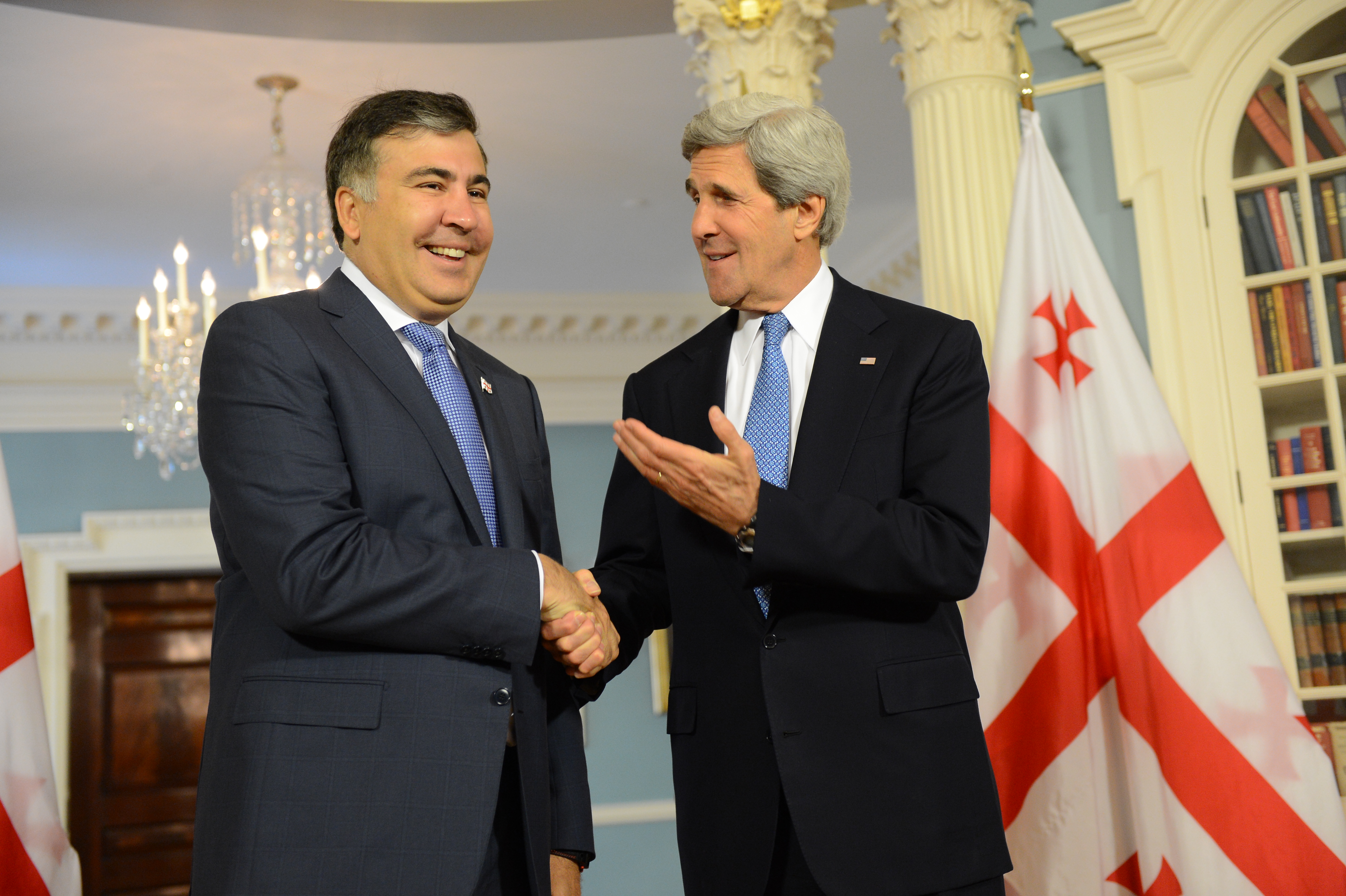
На зустрічі із Джоном Керрі. Вашингтон, 1 травня 2013

25 вересня на 67-й сесії Генеральної асамблеї ООН Саакашвілі звинуватив Росію в спробі вплинути на результат виборів до парламенту країни.
За результатами парламентських виборів партія Саакашвілі «Єдиний національний рух» зазнала поразки, набравши 40,35 % голосів. Після виборів Саакашвілі заявив про перехід партії в опозицію.
4 березня 2013 року Саакашвілі після зустрічі з прем'єр-міністром Грузії Іванішвілі заявив, що він має намір продовжити політичний діалог у країні та не збирається розпускати парламент.
27 березня Саакашвілі підписав прийняті грузинським парламентом конституційні поправки про обмеження прав президента.
5 жовтня на з'їзді партії «Єдиний національний рух» Саакашвілі було обрано головою партії.

## Кримінальне розслідування в Грузії
23 березня 2014 року Саакашвілі викликають для свідчення в головну прокуратуру Грузії, плануючи допитати його з приводу помилування ним 2008 року чотирьох високопоставлених співробітників департаменту конституційної безпеки МВС Грузії — Ґії Аланія, Автанділа Апциаурі, Александра Гачави та Міхеїла Бібілурідзе, засуджених як фігурантів справи про вбивство 28 січня 2006 банківського службовця Сандро Ґірґвліані, а також за протиправні дії на адресу його знайомого Левана Бухаідзе.
Також Саакашвілі мав бути допитаний як свідок у ще дев'ятьох кримінальних справах, у тому числі про загибель 2005 року прем'єр-міністра Грузії Зураба Жванії.
28 липня експрезидента звинувачено в перевищенні повноважень при розгоні опозиційної акції в листопаді 2007 року, розгромі телекомпанії «Імеді» та вилученні власності в засновника цієї телекомпанії Бадрі Патаркацишвілі. Саакашвілі в той час перебував у Нью-Йорку, він заявив про те, що не приходитиме на допит у головну прокуратуру Грузії й не має наміру співпрацювати зі слідчими органами країни.

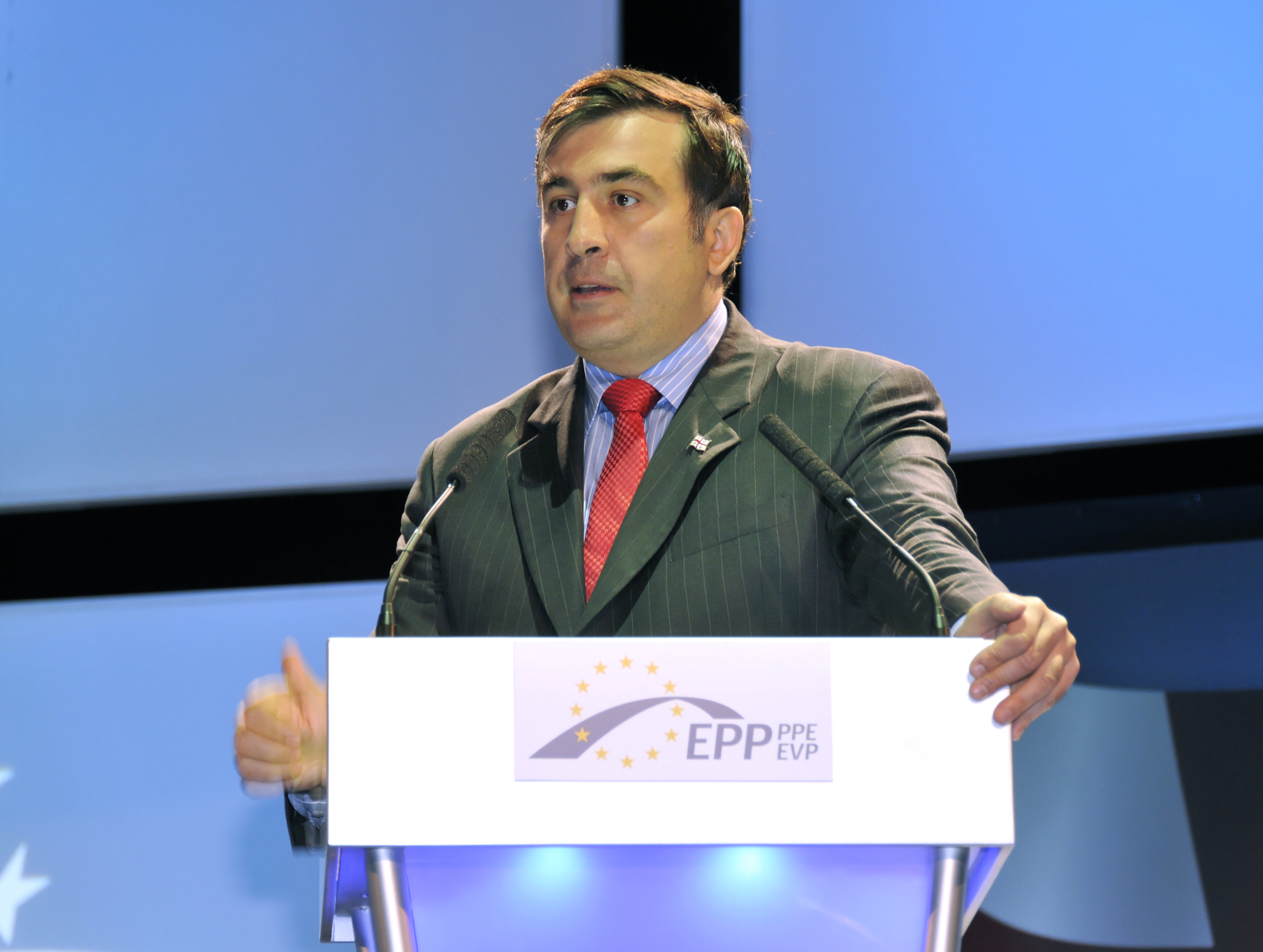
На виступі «Конгресу Європейської народної партії» у Варшаві. 30 квітня 2009

1 серпня 2014 року Тбіліський міський суд задовольнив вимогу головної прокуратури Грузії та заочно обрав попереднє ув'язнення для М. Саакашвілі як запобіжний захід; Саакашвілі назвав свій заочний арешт необґрунтованим.
13 серпня Саакашвілі було висунуто звинувачення в розтраті бюджетних коштів. За даними грузинської прокуратури Саакашвілі витрачав державні кошти на кухарів, масажистів, готелі та оренди яхт. Зокрема, його звинувачують, що в період із 2009 по 2012 роки лише на косметичні процедури для себе та сім'ї він витратив близько 450 тисяч доларів.
14 серпня Головна прокуратура Грузії оголосила Саакашвілі у внутрішньодержавний розшук. Сам він назвав звинувачення проти себе цинічними та безпідставними.
У вересні 2014 року Головна прокуратура Грузії наклала арешт на майно експрезидента, його дружини та матері. Також у вересні прокуратура Грузії висунула Саакашвілі звинувачування у справі побиття 14 липня 2005 року члена парламенту країни Валерія Гелашвілі. Крім того колишньому президенту Грузії були пред'явлені звинувачування в перевищенні службових повноважень у рамках справи в присвоєнні телекомпанії «Імеді» й у справі про розгін акції опозиції 7 листопада 2007 року. У кінці листопада 2014 року прокуратура Грузії висунула Саакашвілі звинувачування в справі про вбивство співробітника Об'єднаного банку Грузії Сандро Гиргвліані.
Всього, за даними Головної прокуратури Грузії, на батьківщині проти Саакашвілі ведеться розслідування по чотирьох епізодах і якщо його вина буде доведена в суді, то колишньому президенту Грузії загрожує 11 років позбавлення волі.
У лютому 2015 року Головна прокуратура Грузії звернулася до Генеральної прокуратури України з клопотанням про видачу Міхеіла Саакашвілі та Зураба Адеашвілі, але отримала відмову. 31 травня міністр юстиції Грузії Тея Цулукіані заявила, що Грузія вичерпала правовий шанс екстрадувати Саакашвілі, оскільки той отримав українське громадянство, проте формально він лишається громадянином Грузії.
19 липня 2017 року міністр юстиції Грузії Тея Цулукіані заявила, що Грузія двічі офіційно зверталася до України з приводу екстрадиції Саакашвілі та двічі отримала офіційну відмову.
5 вересня 2017 року Україна отримала новий запит від Головної прокуратури Грузії щодо арешту та екстрадиції Саакашвілі. 30 жовтня заступник головного прокурора Грузії Георгій Гогадзе коментуючи питання екстрадиції зазначив, що прокуратура Грузії очікує від української сторони рішучих дій, також він зазначив, що наразі в української влади не повинно бути причин відмовляти в екстрадиції.
5 січня 2018 р. повідомлено, що суд у Тбілісі засудив екс-президента Грузії Міхеіла Саакашвілі до трьох років позбавлення волі. Таке рішення оголосив суддя Тбіліського міського суду Георгій Аревадзе
21 січня 2018 р. Прокуратура Грузії зробила заяву щодо екстрадиції Саакашвілі.
12 лютого Саакашвілі черговий раз не з'явився до прокуратури Києва для дачі пояснень у рамках проведення екстрадиційної перевірки. Раніше адвокат М. Саакашвілі Руслан Чорнолуцький заявляв, що вважає можливим неявку до прокуратури через те, що вважає екстрадиційну перевірку незаконною та направив відповідного листа із поясненнями.

## Політична кар'єра в Україні

### Передумови
25 січня 2004 року делегація блоку «Наша Україна» на чолі з Віктором Ющенком була присутня на церемонії інавгурації М. Саакашвілі. 26 січня в Тбілісі відбулась неофіційна зустріч Саакашвілі з Віктором Ющенком. Крім Ющенка, на зустрічі були присутні дружина Саакашвілі, Зураб Жванія, Роман Безсмертний, Петро Порошенко та Давид Жванія.

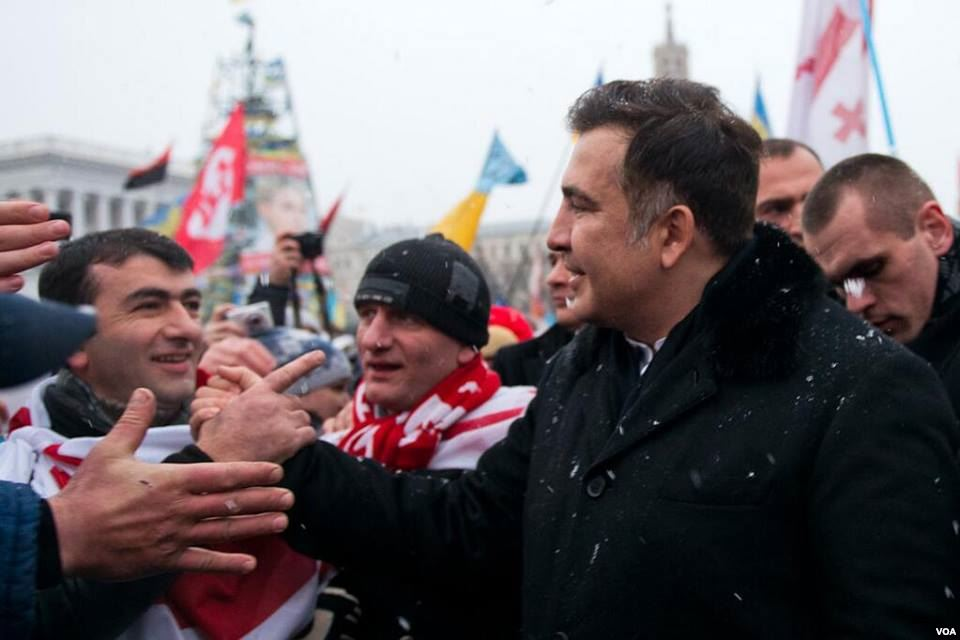
Саакашвілі вітає учасників Євромайдану. Київ, майдан Незалежності, грудень 2013

12 серпня 2008 року президенти Польщі, Литви, Естонії та України під час російсько-грузинської війни здійснили візит до Тбілісі, де виступили на мітингу на підтримку Саакашвілі.
7 грудня 2013 року приїхав до Києва, де зустрівся з лідером партії «УДАР» В. Кличком та виступив зі сцени Євромайдану. Депутати грузинського парламенту від партії «Єдиний національний рух» жили в наметах на Хрещатику. Під час зустрічі з главою УПЦ КП патріархом Філаретом Саакашвілі заявив: «Прийде час і історики напишуть, що Російська імперія припинила своє існування на Майдані в Києві. І це так і буде. Народ обов'язково переможе, і я вірю, що буде краща доля і майбутнє, яке об'єднає всі народи.»
23 лютого 2014 року після повалення режиму Януковича Саакашвілі вдруге виступив зі сцени Євромайдану.
26 лютого 2014 року заявив, що в Україні йому пропонували високу посаду, але зазначив, що в нього таких планів немає. Водночас Саакашвілі сказав, що дуже сумує за Грузією, але з певних причин вирішив виїхати до США.
У червні М. Саакашвілі заявив, що збирається допомагати Президенту України Петру Порошенкові. 8 серпня на річницю воєнного конфлікту між Грузією та Росією в Південній Осетії у львівському храмі Святих апостолів Петра й Павла разом із мером Львова А. Садовим молився за загиблих у російсько-грузинській війні й за тих, хто віддав своє життя, захищаючи Україну.
У грудні 2014 року Саакашвілі було запропоновано посаду першого віце-прем'єра України, але він відмовився через небажання змінювати громадянство Грузії. 2 грудня Саакашвілі заявив, що на боці Збройних сил України в зоні бойових дій на Донбасі воюють багато грузинських офіцерів, які прийняли українське громадянство.
13 лютого 2015 року Президент Порошенко створив Дорадчу міжнародну раду реформ та призначив її головою Міхеіла Саакашвілі. Сам Саакашвілі сказав, що він буде координувати питання постачання Україні західної зброї. 25 лютого 2015 року Саакашвілі вирушив на переговори в Конгрес США про надання Україні оборонної зброї.

### Голова Одеської ОДА
29 травня 2015 року Міхеіла Саакашвілі було прийнято до українського громадянства як особу, прийняття якої до громадянства становить державний інтерес України. 30 травня 2015 року його було представлено як нового голову Одеської ОДА. Сам політик пообіцяв зробити з Одеси столицю Причорномор'я. 31 травня 2015 року він заявив, що не має політичних амбіцій в Україні та рано чи пізно повернеться до Грузії. Свою роботу на новій посаді Саакашвілі почав зі звільнення 24 голів районів. У свою команду запросив Юлію Марушевську та Сашу Боровика. Після свого призначення Саакашвілі пообіцяв, що матиме нульову толерантність до корупції. Вже на першій нараді вдвічі скоротив апарат адміністрації та відразу замінив усіх голів районних державних адміністрацій. Керівників районів вперше обрали на основі відкритого конкурсу. Також, в Одесі було запущено універсальний центр надання адміністративних послуг, на відкритті якого був присутній Президент Порошенко, але через конфлікт обласної та міської влади центр мав проблеми з функціонуванням.
Після призначення Саакашвілі в Одесі сталося декілька гучних арештів. Одним із перших було заарештовано військкома області Ю. Піскуна, який був спійманий на хабарі в $1700, потім було затримано декілька прокурорів-хабарників та розпущено 6 відділів ОДА. Саакашвілі звільнив свого радника та ексзаступника М. Кучука, який обіймав свою посаду ще за часів головування Палиці через «крадіжку сотні мільйонів», добився відсторонення голови Чорноморського порту через підозри в корупції, також було заарештовано голову адміністрації с. Крижанівка за підозру в розтраті 2,8 млн грн., потім голову селища було відпущено під заставу в 1,5 млн грн.
Серед своїх пріоритетів Саакашвілі також назвав ремонт доріг і відразу скасував результати тендерів на дорожні роботи через підозру в корупції. Головним своїм проектом він вважав реконструкцію траси «Одеса-Рені». Станом на момент відставки, Саакашвілі вдалося відремонтувати 30 % траси, попри скарги на корупцію. Він ініціював проект спільного фінансування дороги: окрім державних та регіональних коштів, на трасу мали піти гроші з митниці. Проте, за часів прем'єрства Яценюка, одеська митниця отримала нові плани надходжень, що унеможливило надпланові прибутки. Тоді в Саакашвілі виник перший конфлікт із Яценюком, якого він звинуватив у корупції.
3 липня 2015 року ліквідував антикорупційний комітет Одеси, звинувативши його членів у бездіяльності.
Саакашвілі боровся із закритістю пляжів та пообіцяв доступ до моря кожному громадянинові. Через це в нього виник конфлікт із депутатом від «Опозиційного блоку» Ківаловим, було відібрано приватний пляж у бізнесмена й екснардепа «Партії регіонів» Хмельницького, котрий був обнесений парканом., було відкрито доступ до пляжу, який незаконно привласнив міністр екології та природних ресурсів часів Януковича Злочевський.
Також Саакашвілі заявив, що виступає за спрощення системи надання дозволу на виробництво вина, чим займаються багато людей на Бессарабії.
5 липня 2015 року Саакашвілі заявив, що в Будинку профспілок на Куликовому полі, де під час протистоянь 2 травня 2014 р. загинуло 48 людей буде розміщено штаб ВМС України.
1 серпня 2015 року, відповідаючи на питання журналістів, Саакашвілі сказав, що про війну в Одеській області каже лише російська пропаганда та заявив: «я прийшов сюди, щоб ніхто ніколи не міг принести війну в українську Бессарабію, в Одеську область. Я прийшов сюди, щоб ніхто не міг нав'язати нам Донбас.»
19 серпня 2015 року Саакашвілі заявив, що місцеві кримінальні авторитети покинули регіон.
1 вересня 2015 року на сайті Президента України з'явилась петиція з пропозицією призначити Саакашвілі прем'єр-міністром України. За два дні її підписали 2 700 осіб із 24 тисяч необхідних. Станом на 7 вересня 2015 року петицію підписали близько 20 тисяч українців. Сам Саакашвілі неодноразово заявляв, що не має таких амбіцій.
У вересні соціологічні дані показували, що до Саакашвілі позитивно ставиться 44 % українців, у той час, як негативно — 38 %.
18 вересня 2015 року заступник Саакашвілі О. Боровик заявив, що «Одеський пакет реформ» передбачає сім головних реформ і найпершою має бути реформа державної служби, бо робити реформи із застарілим державним апаратом неможливо, бо вони проти цього.

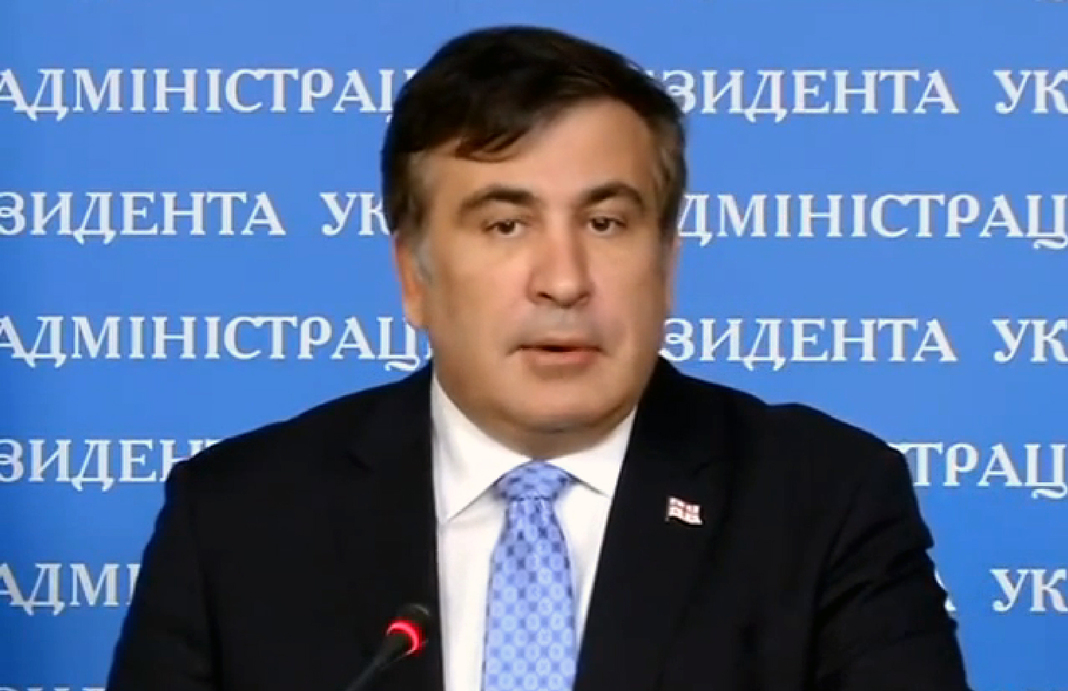
Саакашвілі, Голова Дорадчої міжнародної ради реформ при Президенті Порошенкові. 17 лютого 2015

16 жовтня 2015 року керівником Одеської митниці було призначено 26-річну Юлію Марушевську — активістку Євромайдана й філолога за освітою.
Восени 2015 року в Саакашвілі був конфлікт із прем'єр-міністром Яценюком, олігархом Коломойським і в грудні — з міністром МВС Аваковим.
6 грудня 2015 року під час Антикорупційного форуму, який проходив в Одесі Саакашвілі заявив, що через корупцію Україна щороку втрачає понад 5 мільярдів доларів. За даними Саакашвілі, борг Коломойського перед державою становить до 2,5 мільярдів доларів, Фірташа — 500 мільйонів доларів, через Ахметова Україна щороку недотримує 2,2 млрд доларів. 23 грудня 2015 року Саакашвілі зібрав Антикорупційний форум у Києві, а 18 січня 2016 року — в Харкові. Під час форумів він заявив про створення позапартійного громадського руху проти корупції та за реформи.
10 лютого 2016 року Саакашвілі повідомив, що відмовився від охорони, яка була надана йому СБУ та складалася з бійців підрозділу «Альфа» та написав, що нікого не боїться й пересуватиметься в Одесі та інших містах України без охорони. 13 лютого 2016 року під час виступу в Мюнхені заявив, що не висуватиме свою кандидатуру на посаду Президента України.

### Конфлікт із президентом Порошенком та відставка
2 листопада 2016 року рішенням ВРУ та підписом президента Порошенка Центр адмінпослуг в Одесі був закритий, через що Саакашвілі був обурений та вимагав від Порошенка відмінити закриття центру. Він також звинуватив Петра Порошенка в підтримці корумпованих чиновників, які, за його словами, підривають його зусилля по реформуванню в Одесі.
7 листопада 2016 року Саакашвілі повідомив про відставку з посади голови Одеської обласної державної адміністрації. 9 листопада Кабмін запропонував Президенту Порошенку звільнити Саакашвілі. Того ж дня Порошенко звільнив Міхеїла (указ № 500 від 9.11.2016). Серед причин своєї відставки Саакашвілі назвав закриття Центру адмінпослуг, саботаж центральної влади при призначенні голів райдержадміністрацій та підтримку «кланів, родом із 90-х». Також під час виступу він вперше порівняв Порошенка з Януковичем.
12 січня 2017 року, представляючи нового голову Одеської ОДА Максима Степанова Порошенко розкритикував Саакашвілі на посаді голови ОДА, звинувативши в провалі всіх реформ, розкритикував Марушевську за те, що та не впоралась з експериментом із фінансування дорожніх ремонтів за рахунок митних надходжень, звинуватив його команду в неправильному оформленні тендерів, відсутності організації субсидування населення, зазначивши, що в Одесі субсидії отримали лише 17 % населення, тоді як в інших регіонах цей показник складав 55 %, висловив здивування проблемами, що виникли в роботі Центру надання адмінпослуг, коли в інших регіонах вони працюють безперебійно. У відповідь Саакашвілі звинуватив Порошенка в «нахабній брехні», нового голову обласної адміністрації назвав «баригою».
За час своєї роботи на посаді голови Одеської ОДА Саакашвілі виконав 14 із 34 обіцянок, 6 не виконав, інші були в процесі виконання. Серед невиконаних обіцянок Саакашвілі залишилась прозорість адміністративних послуг, реформа Одеської митниці та перетворення Одеси на столицю Чорноморського регіону.
Через місяць після відставки, рейтинг Саакашвілі в Одесі складав 26,8 %, тоді як Ківалова — 27,7 %, Труханова — 55,08 %.

### Опозиційна діяльність
Загалом, за часів перебування в політичному просторі України та, зокрема на посаді очільника Одеської ОДА, був неодноразово звинувачений у популістських методах управління з метою збільшення власного політичного рейтингу.
Після відставки з поста очільника Одеської ОДА Міхеіл Саакашвілі щодо своїх подальших планів в Україні зазначив:
|  | Я сюди приїхав не гастролювати. Я сюди приїхав серйозно та надовго. Україна повинна стати наддержавою Європи. Ми повинні диктувати умови Європі, а не навпаки. Але для цього ми повинні хоча б по-людськи себе поводити. |

11 листопада 2016 року Саакашвілі повідомив, що під час його роботи на посаді голови ОДА, Порошенко пропонував йому посаду прем'єр-міністра України, хотів, щоб він був головою його партії та був не проти проведення дострокових парламентських виборів. Також він звинуватив Порошенка та Коломойського в змові проти нього, сказав, що більше не хоче розмовляти з президентом, але виступає проти його імпічменту, натомість підтримує дострокові вибори до Верховної Ради.
28 лютого 2017 року Міністерство юстиції офіційно зареєструвало партію Саакашвілі «Рух нових сил», яка стала 353-ю в Україні. Саакашвілі заявив, що не шукає відомих союзників, а його політична сила вже має десятки тисяч активних зареєстрованих членів і фінансують її «місцеві дрібні бізнесмени».
З 5 квітня по 28 травня 2017 року на телеканалі «ZIK» вів програму «Інша Україна», де критикував Порошенка та його оточення. Контракт із Саакашвілі було розірвано після того, як жінка-снайпер в одній із телепередач виконала пісню «Шоколадна дупа», антигероєм якої був Президент Порошенко.
У квітні—травні 2017 року за даними дослідження групи «Рейтинг» за «Рух нових сил» на дострокових парламентських виборах були готові проголосувати близько 2 % українців. До самого Саакашвілі «дуже позитивно» відносилося 2 % українців, «переважно позитивно» — 16 %, переважно негативно до нього ставилося 25 % опитаних, а 44 % — «дуже негативно». Загалом, із симпатією до Саакашвілі ставилося близько 18 % українців, тоді як негативно — 67 %.
26 липня 2017 року був позбавлений українського громадянства на підставі неправдивих даних вказаних в анкеті. У документах, які заповнював Саакашвілі було вказано, що він не перебуває під слідством в Україні чи за її межами, коли, насправді, був заочно заарештований на території Грузії. 16 серпня 2017 року Саакашвілі заявив, що 10 вересня 2017 року повернеться до України.
Організував ряд протестних акції з метою домогтися відставки Уряду та імпічменту Президента під назвою «Марш за імпічмент» (з лютого «Марш за майбутнє»). Марші проходили 3, 10 та 17 грудня 2017 року, 4 та 18 лютого 2018 року. Акції 10 та 17 грудня супроводжувалися заворушеннями, кульмінацією яких була спроба захоплення МЦКМ. За фактами подій були зареєстровані 3 кримінальних провадження. 4 лютого марш завершився віче, на якому представники української опозиції та Саакашвілі анонсували новий марш 18 лютого, на якому вони оголосять рішення про відставку Президента, представлять альтернативний уряд та можливих кандидатів на пост Президента, а також закликали пікетувати будинки народних депутатів 18 лютого на марш вийшло близько 3 тис. осіб замість очікуваних організаторами 50-ти тис., представників альтернативного уряду та кандидатів у президенти оголошено не було. Саакашвілі запропонував провести наступний марш 18 березня.
14 січня 2017 року Михайло заявив, що наданий грузинським телеканалом «Руставі-2» лист П. Порошенка до ФСБ є неправдивим.
27 лютого 2018 року від імені «Руху нових сил» оголосив про намір проведення праймеріз в Україні для вибору кандитата на пост Президента України.

### Прорив кордону України з Польщею

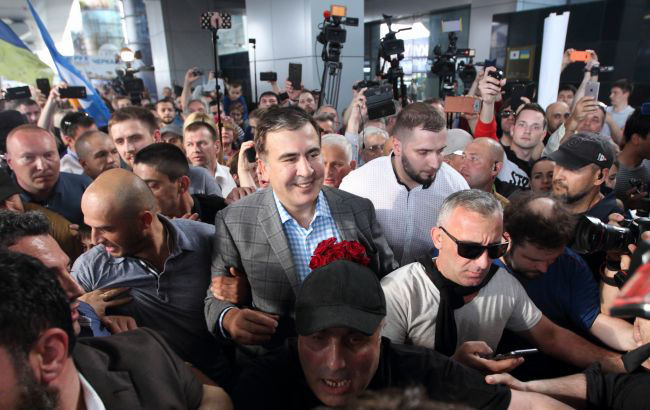
Саакашвілі після повернення до України, 2019

10 вересня 2017 року Саакашвілі виїхав із Ряшова (Польща) до України в супроводі журналістів, «групи підтримки», політиків, включаючи Юлію Тимошенко. Після проходу польського КПП натовп разом із Міхеїлом прорвав оточення прикордонників з українського боку й допоміг Саакашвілі перетнути кордон без оформлення документів. Після цього Міхеїл із групою підтримки прибув до Львова.11 вересня 2017 року був внесений у базу центру «Миротворець» за незаконний перетин Державного кордону України. Напад на прикордонників під час виконання ними своїх обов'язків з охорони державного кордону України в складі групи осіб. 22 вересня 2017 року Мостиський районний суд визнав Михаїла Саакашвілі винним у незаконному перетині державного кордону й оштрафував його на 3,4 тис. грн. 4 листопада 2017 року Маркіян Галабала, адвокат Саакашвілі, повідомив, що Міхеїл сплатив штраф.
Експосол США в Україні Стівен Пайфер заявив, що ситуація навколо експрезидента Грузії в Україні виглядає, як політичний цирк на встановленій Президентом Порошенком театральній сцені. Спецпредставник Держдепартаменту США з питань України Курт Волкер також закликав розглядати ситуацію виключно в правовому полі.
ДПСУ повідомило, що, згідно відповіді польської сторони на їхній офіційний запит, Михайло Саакашвілі перетнув кордон Польщі з Україною за закордонним паспортом громадянина України, який у базі Інтерполу значився як загублений. Сам Саакашвілі заявив, що паспорт, з яким він повертався до України, було начебто викрадено з автобусу, і після цього передано Порошенкові. Однак 9 жовтня 2017 року він пред'явив український паспорт при проході на матч національної збірної проти Хорватії.
3 жовтня 2017 року адвокат Галабала повідомив, що Саакашвілі подав прохання про надання йому політичного притулку в Україні. 24 жовтня 2017 року стало відомо, що Державна міграційна служби України відмовила в статусі біженця через порушення процедури подання. У зв'язку з цим адвокати Саакашвілі подали судовий позов проти ДМСУ, вважаючи, що відмова у наданні захисту була неправомірною. ДМСУ у своїй відповіді на заяву зазначали, що відмова обумовлена порушенням процедури подачі (не витримана форма, подана невстановленими особами).
Американське видання The Huffington Post у матеріалі «Саакашвілі — троянський кінь для України» з посиланням на політологів зазначає, що Кремль використовує Саакашвілі у своїй довготривалій гібридній війні. Видання припускає, що Росія може бути безпосередньо задіяна в скандальному поверненні Саакашвілі, що сприяє поглибленню політичних суперечок в Україні та дискредитації української влади за кордоном.
15 жовтня 2017 року на мітингу в Харкові Саакашвілі заявив, що його можуть депортувати та навіть убити, однак наступного дня дезавуював свою заяву.
Партія Саакашвілі «Рух нових сил» приєдналася до участі в акції протесту, що почалася 17 жовтня 2017 року й була названа її організаторами «Велика політична реформа». Серед основних вимог учасників акції були прискорення реформ та відставка президента Петра Порошенка. 19 жовтня 2017 року оргкомітет акції в спільній заяві оголосив про припинення протестів до наступної сесії Верховної ради, однак «Рух нових сил» ухвалив рішення залишатися в наметовому містечку для продовження акції протесту. Пізніше Саакашвілі заявив, що акція Руху нових сил триватиме до 7 листопада 2017 року, а сам він планує відвідати кілька українських міст.
21 жовтня 2017 року Саакашвілі намагався долучити до вимог учасників акції також й імпічмент Президенту, а 22 жовтня 2017 року скликати віче, однак воно здобуло характер звичайного мітингу.
21 жовтня 2017 року в Києві затримано та примусово повернуто до Грузії трьох громадян Грузії, соратників Михеїла Саакашвілі, серед них добровольця АТО, полковника Давида Макішвілі.. 14 листопада 2017 року ДМСУ також скасувала посвідку на тимчасове проживання в Україні кільком громадянам Грузії. Серед них Тамаз Шавшішвілі, журналіст «Руставі 2», якого в ЗМІ називали особистим фотографом та оператором Саакашвілі, а також Вано Надірадзе, ексбоєць добровольчого батальйону «Грузинський легіон», вигнаний за передачу розвідінформації противнику. 17 листопада було здійснено видворення Шашвшішвілі з території України. Сам Саакашвілі назвав процедуру видворення — викраденням. 19 листопада 2017 року екстрадовані грузини прибули на поромі до грузинського порту Поті.
7 листопада 2017 року Саакашвілі заявив, що нарешті отримав документ, що підтверджує його легальне перебування в Україні. До тексту заяви він долучив сам документ, назви якого не видно, в якому зазначено, що він виданий 31 жовтня 2017 року та дійсний до 1 грудня 2017 року.
30 листопада 2017 року Міграційна служба України видала Саакашвілі довідку про продовження терміну його законного перебування в Україні ще на три місяці, тобто до березня 2018 року.
12 лютого 2018 року лідера «Руху нових сил» Міхеїла Саакашвілі затримали у столичному ресторані Сулугуні, що знаходиться на Музейному провулку. Пізніше речник ДПСУ Олег Слободян повідомив, що військовослужбовці Державної прикордонної служби спільно з представниками Міграційної служби та Національної поліції довели до відома політика рішення компетентного органу про його повернення до країни попереднього перебування. За даними ЗМІ, політик відлетів чартерним рейсом до Польщі близько 16:00 за київським часом.
Близько 18:00 Польща прийняла М. Саакашвілі за процедурою реадмісії, як порушника українського кордону. Заява про реадмісію була подана міграційною службою України головнокомандувачу прикордонною охороною Польщі та була прійнята на підставі того, що Саакашвілі є чоловіком громадянки держави-члена Європейського Союзу. Інформація про перебування Саакашвілі в Польщі офіційно підтверджена в прикордонній службі Польщі.
14 лютого 2017 року в Амстердамі Саакашвілі було надано посвідчення особи, яке також надає право на працевлаштування в ЄС. 15 лютого 2018 року Саакашвілі заявив, що не буде просити притулку в Польщі.
21 лютого стало відомо, що Саакашвілі заборонили в'їзд на територію України на три роки. Заборона діяла до 13 лютого 2021 року.
Згідно з даними опитування Центру «SOCIS» в лютому того ж року, 55,5 % українців негативно ставляться до акцій протесту під Верховною Радою одним із керівників яких був Саакашвілі, тоді як прихильно — 12,6 %, а нейтрально — 27,8 %. Крім того, 48 % опитаних відповіли, що Саакашвілі має бути депортованим з України, 14 % українців вважали, що йому треба повернути українське громадянство і лише 1 % опитаних були за те, щоб політика призначили прем'єр-міністром України.
У червні 2020-го двох працівників Держприкордонслужби звинуватили в незаконному затриманні Саакашвілі під час прориву державного кордону з Польщею 2018 року. Прикордонників звинуватили в перевищенні службових повноважень, їм загрожує до 8 років в'язниці.

### Кримінальна справа в Україні
5 грудня 2017 року СБУ оприлюднило переговори між Северіоном Дангадзе та довіреною особою Сергія Курченка. З них стало відомо, що організація перетину кордону обійшлась Саакашвілі в 300 тисяч доларів США. Зокрема, гроші було витрачено на оплату роботи «групи підтримки» (300—400 чол.), їхнє транспортування до кордону, харчування, оренда пересувної телевізійної техніки для мовлення через супутник (порядку $6000) тощо.
Вранці 5 грудня 2017 року працівники Генпрокуратури та Служби безпеки провели обшук у помешканні Саакашвілі по вулиці Костьольній у Києві. Після обшуку Саакашвілі затримали й намагалися вивезти в мікроавтобусі. СБУ було оприлюднено інформацію, що Саакашвілі затримали в рамках кримінального провадження, відкритого за ч. 1 ст. 256 ККУ (сприяння учасникам злочинних організацій та укриття їхньої злочинної діяльності).
Водночас прихильники політика оточили мікроавтобус і завадили його проїзду, а пізніше звільнили затриманого, таким чином перешкодивши доправити його на допит.
На брифінгу Генпрокурор Луценко заявив, що Саакашвілі отримав від українського бізнесмена Сергія Курченка півмільйона доларів на організацію акцій протесту. Також було заявлено, що слідство дійшло висновку, що Курченко фінансував Саакашвілі з метою «захоплення державної влади в Україні та сприяння членам злочинної організованого угруповання в зупиненні їхнього кримінального переслідування та відновлення контролю над активами, які вони придбали у свій час у кримінальний спосіб».
Як заявив під час прес-конференції Юрій Луценко, правоохоронці під час обшуків 4 грудня 2017 року у помешканні Северіона Дангадзе знайшли зниклий паспорт громадянина України Міхеїла Саакашвілі.
Було оприлюднено записи розмов Саакашвілі з Сергієм Курченко, який переховується в Росії. За словами Генпрокурора, ці записи передали «кілька українців, які знаходилися в Москві». Печерський районний суд м. Києва задовільнив клопотання ГПУ щодо проведення допиту ключових свідків на закритому судовому засіданні в режимі відеоконференції із зміною голосу свідка у зв'язку із можливою загрозою життю і здоров'ю свідків через їх розшук учасниками злочинних дії. Міхеїл Саакашвілі заперечив ці звинувачення під час виступу на мітингу під ВРУ. Він назвав викладені розмови змонтованим ФСБ.
Після втечі, ввечері того ж дня, його було оголошено в розшук Національної поліції та СБУ за поданням Генпрокуратури.
Йому було надано час у 24 години, щоб добровільно з'явитися на допит, проте він цього не зробив.
6 грудня 2017 року Саакашвілі не взяв участі в жодному із ініційованих заходів посилаючись на погане самопочуття Пізніше він покинув наметове містечко, пообіцявши взяти участь в оголошеному ним марші уже здоровим.
Ввечері 8 грудня 2017 року стало відомо, що згідно постанови про розшук працівники Національної поліції виявили місце перебування М. Саакашвілі та затримали його. Затриманий поміщений до ізолятора тимчасового утримання СБУ. Плануються слідчі дії та звернення в суд про обрання запобіжного заходу. У ніч з 8 на 9 грудня поблизу ізолятора тимчасового тримання, де утримувався Міхеїл Саакашвілі, відбулась акція протесту учасників «Руху нових сил» на захист свого ідейного лідера.
11 грудня 2017 року відбувся розгляд клопотання прокурора про обрання запобіжного заходу (домашній арешт) для Саакашвілі. З урахуванням готовності низки депутатів (Юрій Дерев'янко, Юлія Тимошенко, Віталій Купрій, Дмитро Добродомов, Ігор Луценко, Олександр Опанасенко) взяти його на поруки суд відмовив у задоволенні клопотання прокурора.
17 грудня 2017 року під час «Маршу за імпічмент» в Києві закликав своїх прихильників захопити Міжнародний центр культури і мистецтв із метою зробити там свій штаб. Пряму трансляцію його виступу вели російські ресурси, зокрема створені за місяць до цього, спеціально під цю тему, які використовують для введення в оману світлини зі справжнього «майдану». В цей час там проходив концерт Оркестру Гленна Міллера з повною залою глядачів. Будівлю було оточено підрозділами національної поліції та національної гвардії. Відбулися сутички під час спроби захоплення, які призвели до пошкодження дверей будівлі. Також постраждало декілька правоохоронців та його прихильників. Будівлю захоплено не було В цей же час, на випередження фактичних подій, російські мас-медіа дали новину, що будівлю було захоплено. Пізніше Саакашвілі заявив, що не закликав до захоплення будівлі і що до цього не має жодної причетності РНС, а все це спланована провокація. Внаслідок цих сутичок постраждали 32 правоохоронці, серед яких 15 нацгвардійців та 17 поліцейських.
Посли Канади та Великої Британії засудили прихильників Саакашвілі за сутички біля Жовтневого палацу Посольство США також засудило спробу захоплення будівлі, як дію, яка виходить за межі права на мирний протест.
За фактами подій 17 грудня 2017 року зареєстровано три кримінальних провадження: за ст. 15 ст. 341 (Замах на захоплення державних або громадських будівель чи споруд), ст. 345 (Погроза або насильство щодо працівника правоохоронного органу) та ст. 343 (Втручання в діяльність працівника правоохоронного органу) КК України.
18 грудня 2017 року Саакашвілі прибув за викликом на допит до Генпрокуратури, проте використав це для публічного виступу й зірвав саму процедуру та пішов.
26 грудня 2017 року Саакашвілі прибув до СБУ за викликом на допит, однак на сам допит не пішов, використавши допит як інформаційний привід для спілкування з журналістами. Також цього дня відбулося підготовче судове засідання у справі за позовом Саакашвілі до Міністерства юстиції України та прокуратури міста Києва під час якого розглядалося клопотання Саакашвілі щодо заборони його екстрадиції. Клопотання залишили без задоволення. Ні Саакашвілі ні його адвокати на засідання не з'явилися.
27 грудня 2017 року Саакашвілі подав позов до Окружного адміністративного суду Києва проти Міграційної служби України. Він просив суд визнати протиправною та незаконною бездіяльність ДМС щодо розгляду скарги та повідомлення Саакашвілі.
31 грудня 2017 року Саакашвілі заявив, що на українському телеканалі Zik, в новорічну ніч замість традиційного привітання Президента України з'явиться привітання Саакашвілі. Проте, телеканал відмовився транслювати відео Михайла напередодні бою курантів і показав привітання Саакашвілі уже з настанням 2018 року.
3 січня 2018 року відбулося судове засідання в Апеляційному суді за скаргою ГПУ щодо запобіжного заходу Міхеїлу Саакашвілі. Через неявку на засідання осіб, готових взяти Саакашвілі на поруки, засідання перенесено на 11 січня. Із можливих поручителів на засідання був присутній лише Юрій Дерев'янко, також до суду прямував Віталій Купрій Також, цього дня Окружний адміністративний суд Києва відмовив у задоволенні позову М. Саакашвілі та визнав законним рішення Державної міграційної служби про відмову у наданні йому статусу біженця чи особи, яка потребує додаткового захисту.
11 січня 2018 року Апеляційний суд Києва переніс розгляд скарги ГПУ щодо запобіжного заходу Міхеїлу Саакашвілі на 19 січня 2018 року за клопотанням самого Саакашвілі, яке він подав у зв'язку із перебуванням у відпустці 8 Народних депутатів України, які заявляли про готовність взяти його на поруки. Розгляд скарги відбувся 26 січня 2018 року. Суд частково задовольнив клопотання ГПУ встановивши для Саакашвілі запобіжний захід у вигляді нічного домашнього арешту, також йому заборонили залишати межі Київської області.
16 січня 2018 року Саакашвілі прибув до Управління СБУ в Києві та області для проведення слідчих дій. Під час слідчих дій Саакашвілі знову відмовився надавати зразки голосу для проведення експертизи.
29 січня 2018 року Касаційний адміністративний суд розглянув позов Саакашвілі до Порошенка щодо законності позбавлення його українського громадянства.
31 січня 2018 року Луценко в інтерв'ю DW заявив що Саакашвілі отримав більше ніж 200 тис. $ з офісу Курченка на фінансування акції протесту в Києві.
6 лютого 2018 року Окружний адміністративний суд Києва відмовив Саакашвілі в задоволенні позову до управління Державної міграційної служби (ДМС) України.
9 лютого 2018 року керівник ГПУ Луценко заявив, що експертиза підтвердила автентичність голосів М. Саакашвілі і С. Курченка на плівках, що фігурують у справі.
Реадмісія Саакашвілі до Польщі не спричинила зміни у процесуальних статусах Саакашвілі у ряді кримінальних проваджень. Начальник відділу процесуального керівництва у кримінальних провадженнях слідчих у Департаменті спецрозслідувань Генпрокуратури Олексій Донський окрема наголосив на важливості залучення Саакашвілі до судового розгляду провадження щодо злочинів проти Революції Гідності у якості свідка.
6 березня 2018 року ГПУ направила міжнародно-правове доручення правоохоронним органам Королівства Нідерланди із проханням відібрати Міхеіла Саакашвілі зразки голосу для експертизи, які той відмовився надати в Україні. Саакашвілі заявив, що готовий повернутися до України, щоб пройти всі необхідні слідчі дії в рамках кримінального провадження У зв'язку з цим кримінальне провадження було призупинене до отримання результатів процесуальних дій у рамках міжнародного співробітництва.
9 вересня 2019 року новий генпрокурор України Рябошапка заявив, що проти Саакашвілі немає звинувачень, не змігши чітко відповісти, чи є кримінальні справи проти Саакашвілі, пояснивши, що «цю інформацію треба уточнити».
20 листопада 2019 року, Верховний суд України визнав законною висилку Саакашвілі 2018 року до Польщі.
29 червня 2023 року, згідно повідомлення пресслужби Європейського суду з прав людини (ЄСПЛ), ЄСПЛ відхилив як неприйнятний, позов колишнього президента Грузії Михеїла Саакашвілі проти України, в якому він вимагав визнати порушення його прав через позбавлення українського громадянства й видворення. «У своєму рішенні у справі Саакашвілі проти України (заява № 8113/18) Європейський суд з прав людини одноголосно визнав заяву неприйнятною. Рішення є остаточним», – було зазначено у повідомленні. Як стало відомо, ще 2017 року Президент України Петро Порошенко припинив українське громадянство Саакашвілі, але жодних заяв стосовно цього ні Президент на той час, ні співробітники його Адміністрації – не робили.

### Повернення до України
28 травня 2019 року Президент Зеленський повернув Саакашвілі громадянство України. 29 травня 2019 року той повернувся до України, щоб «разом із новим президентом будувати нову Україну». Віталій Кличко запропонував Саакашвілі очолити партію УДАР на позачергових виборах до Верховної ради України. Пропозицію Саакашвіли відкинув, натомість зробивши заяву про участь у виборах партії «Руху нових сил». Керівник партії «Громадянська позиція» Гриценко також заявив, що обмірковує можливість об'єднатись на виборах із партією Саакашвілі. 30 травня в Генпрокуратурі Грузії заявили, що будуть і далі домагатися екстрадиції Саакашвілі.

## Подальша кар'єра
Голова Виконавчого комітету реформ
7 травня 2020 року, згідно Указу Президента України Володимира Зеленського призначений головою виконавчого комітету реформ України. Це викликало засудження з боку Грузії, представники якої назвали це «недружнім жестом». Посла Грузії в Україні Теймураза Шарашенідзе було відкликано для консультацій до Тбілісі.
Сам Зеленський заявив, що протягом кількох місяців очікує на реформування митниці. 30 червня Національна рада реформ при президенті Україні підтримала революційну реформу митниці, запропоновану Офісом простих рішень і результатів. Під час свого виступу Саакашвілі заявив, що усі вантажі проходитимуть максимум за 15 хвилин у відкритому митному просторі. Він відзначив, що замість 26-15-19 документів будуть лише (інфойс і транспортний ІФ). Машини будуть розмитнюватись не за маніпулятивною вартістю, а за формулою: кубатура, код випуску тощо.
10 липня 2020 року Саакашвілі назвав грузинський уряд нелегітимним, що викликало міжнародний скандал, а представники парламенту Грузії заявили, що офіційний Київ має дати пояснення подібним «пропагандистським» висловлюванням Саакашвілі. У відповідь МЗС Грузії повторно викликало посла України в Грузії Ігоря Долгова через заяви Саакашвілі.
16 липня 2020 року Саакашвілі відкрив в Одесі регіональне відділення ГО «Офіс простих рішень і результатів».
28 липня 2020 року Саакашвілі запропонував повністю поміняти систему судів та в рази зменшити їхню кількість. За словами політика, судова реформа в будь-якому разі не проведена, якщо не буде створена широка громадська коаліція навколо президента і Верховної Ради з конкретною метою — повністю поміняти судову систему і дати справедливість українському народу. Саакашвілі заявив, що сама система зсередини себе не поміняє, адже на всіх щаблях влади має своїх людей. Водночас політик сказав, що хоче спертися на людей, які «реально хочуть змін». Серед іншого він запропонував із нинішніх 764 суддів залишити 200.
23 жовтня 2020 року голова Виконавчого комітету Національної ради реформ Саакашвілі заявив про початок змін в архітектурно-будівельній галузі, було змінено керівництво Інспекції містобудування та Сервісної служби містобудування.
1 листопада 2020 року після парламентських виборів у Грузії Саакашвілі відмовився від посади прем'єр-міністра Грузії і додав, що його не цікавить ця посада.
4 березня 2021 року Зеленський звільнив Саакашвілі з посади члена Координаційної ради з вирішення проблемних питань у сфері містобудування.
29 квітня 2021 року Саакашвілі повідомив, що голова уряду Шмигаль написав йому листа, де заявив, що незгоден з рішенням Нацради реформ, зокрема з частиною про розмитнення автомобілів, яка ліквідовує корупційні схеми на сотні мільйонів доларів. Він відзначив, що за це рішення проголосував президент Зеленський, спікер Дмитро Разумков та всі інші учасники засідання. Вже 23 травня стало відомо що Шмигаль анонсував спрощення розмитнення авто, надавши можливість розимитнення через портал та застоунок Дії.

## Повернення до Грузії
27 вересня 2021 року Саакашвілі заявив про плани повернутися до Грузії. 1 жовтня він повідомив про приїзд до Грузії, але спікер парламенту Каха Кучава та Голова парламентського комітету з прав людини та громадянської інтеграції Михеїл Сарджвеладзе заперечили ці дані. Увечері 1 жовтня прем'єр-міністр Грузії Іраклі Гарібашвілі повідомив, що Саакашвілі затримали та перевели до пенітенціарного закладу. МВС Грузії порушило проти Саакашвілі кримінальну справу за фактом незаконного перетину кордону. Саакашвілі оголосив голодування та повідомив, що вимагає зустрічі з українським консулом.
4 жовтня 2021 року, український консул відвідала Саакашвілі, українське міністерство та посольство в Тбілісі надають Саакашвілі консульську і правову допомогу як українському громадянину. Зеленський заявив, що Україна домагатиметься повернення Саакашвілі. Після зустрічі з консулом, Міхеїл продовжив голодування, а його лікар заявив, що Саакашвілі хворий на таласемію, рідкісне захворювання, хворим на яке категорично забороняється голодувати.
13 жовтня 2021 року Саакашвілі помістили в одиночну камеру. За даними влади Грузії, це було зроблено за його проханням. 14 жовтня десятки тисяч людей вийшли у центрі Тбілісі на акцію за звільнення Саакашвілі. За даними слідства, Саакашвілі прибув до Грузії вночі проти 29 вересня на кораблі «Вільнюс», з корабля його вивезли на вантажівці з молочними продуктами. 20 жовтня стало відомо, що прокуратура Грузії офіційно висунула звинувачення третьому президенту Грузії Михайлу Саакашвілі звинувачення у незаконному перетині кордону.
19 жовтня 2021 року у тюремній лікарні Саакашвілі було проведено переливання крові. 26 жовтня, на 25-й день голодування, до затриманого викликали реаніматолога через нове різке погіршення здоров'я.
8 листопада 2021 року Саакашвілі, з 12-го пенітенціарного закладу (Руставська колонія) було переведено до медичного закладу для обвинувачених і засуджених № 18 в місті Глдані (Глданської пенітенціарної лікарні). 9 листопада цього ж року, Amnesty International розмістила у Twitter заяву про Саакашвілі: «#Georgia: ex-President #Saakashvili (5th week of hunger strike) violently transferred to prison hospital; allegedly threatened; denied dignity, privacy & adequate healthcare. Not just selective justice but apparent political revenge.» Назвали це політичною помстою.
10 листопада 2021 року Тбіліський міський суд почав розгляд справи Михайла Саакашвілі. У Тбілісі пройшли масові протести, в ході яких було затримано десятки людей. 30 грудня Саакашвілі перевезли із військового госпіталю до в'язниці у Руставі.
У січні 2022 року Саакашвілі лікарі діагностували постравматичний стресовий розлад й депресію. Адвокати наполягали на необхідності психологічної та фізичної реабілітації. Прокуратура відмовилася визнавати Саакашвілі постраждалим.
21 лютого 2022 року, Саакашвілі знову оголосив «постійне голодування» з вимогою відповідного лікування. 10 березня була оприлюднена заява, в якій йдеться про те, що «розглядається звернення грузинських солдатів в Україні та Верховного головнокомандування України про припинення голодування».
10 травня 2022 року Саакашвілі відповів на пропозицію міністра юстиції Раті Брегадзе і виклав п'ять умов, за яких він готовий піти на обстеження в клініку «Viva Med». За словами матері Саакашвілі, Гіулі Аласанія, він не буде лікуватися в Грузії і його потрібно буде перевести за кордон.
28 червня 2022 року Парламентська асамблея Ради Європи вимагала надання медичної допомоги Саакашвілі. Зеленський закликав уряд Грузії дозволити відправити Саакашвілі на лікування за кордон.
31 січня 2023 року Саакашвілі, який перебував у клініці «Viva Med», перевели до реанімації.
6 лютого 2023 року Тбіліський суд відмовив Саакашвілі у відтермінуванні покарання та звільненні за станом здоров'я.
12 березня 2023 року Саакашвілі заявив, що йому загрожує поліорганна недостатність.
7 квітня 2023 року видання Politico опублікувало заяву Саакашвілі, що він перебував у вкрай поганому стані, фактично помирав внаслідок систематичного катування фізично та психологічно.
2 червня 2023 року Президентка Грузії Саломе Зурабішвілі запропонувала випустити Саакашвілі з в'язниці з електронним браслетом. Водночас вона заявила, що його амністія не відшкодує збитки, які були завдані країні.
12 липня 2023 року бригада польських лікарів розпочала у Тбілісі медичне обстеження Саакашвілі.
У березні 2025 року суд у Тбілісі засудив Саакашвілі ще до 4,5 років ув'язнення за незаконний перетин кордону восени 2021 року.

## Реакція на арешт

### Акції на підтримку ув'язненого експрезидента Грузії
4 січня 2023 року, починаючи з 12:00, в Грузії та деяких інших країнах світу відбулася акція #SaveMisha на підтримку експрезидента Грузії Міхеїла Саакашвілі. Згідно повідомлень ЗМІ, проведення мітингів на підтримку ув'язненого Саакашвілі було сплановано в 14 країнах світу, біля генеральних консульств та посольств Грузії. Подібна акція на підтримку Саакашвілі відбулася 4 січня і в м. Одесі під стінами консульства Грузії, адже політик раніше очолював Одеську ОДА. Учасники заходу просили звільнити його та відправити на лікування.

### Реакція країн світу

#### Україна
3 липня 2023 року президент Зеленський жорстко відреагував на відео із Саакашвілі, де видно його жахливий фізичний стан. Зеленський викликав посла Грузії в Україні, щоб висловити йому протест та запропонувати залишити Україну протягом 48 годин для проведення консультацій. Президент заявив, що Росія руками грузинської влади вбиває Саакашвілі, громадянина України. Це викликало бурхливу реакцію у грузинському парламенті, де заявили, що рішення несправедливе й образливе, але відносини з Україною вони псувати не хочуть.

## Сім'я

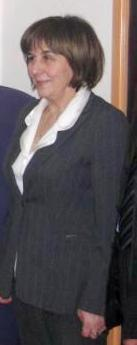
Гіулі Аласанія, мати Саакашві́лі

- Батько Ніколоз Саакашвілі — медик за освітою, розлучився з матір'ю за кілька місяців до народження сина.
- Мати — Гіулі Аласанія, професор-історик, тюрколог, фахівець із культури середньовічної Грузії, голова громадської спілки «Будинок дружби Грузії та Азербайджану», згодом вийшла заміж за Зураба Кометіані.
- Вітчим — Зураб Кометіані, колишній голова вченої ради Інституту фізіології імені Беріташвілі, який написав понад 100 наукових робіт, помер 24 січня 2012-го у 77 років.
- Брат Давид.
- Дружина Сандра Елізабет Рулофс (Нідерланди). 
  - Син Едуард, магістр у галузі ШІ в Утрехтському університеті в Нідерландах. (н. 1995)[291]
  - Син Ніколоз (н. 2005)[292].
- 1 жовтня 2021 року народна депутатка з фракції «Слуга народу» Єлизавета Ясько опублікувала відео, де вони з Саакашвілі заявили, що закохані. 10 жовтня Саакашвілі в ув'язненні розповів, що вони з Ясько багато місяців жили разом «як сім'я із повноправних партнерів»[293].

## Історія виборів
| Вибори | Партія                  | Перший раунд | Перший раунд | Перший раунд | Другий тур | Другий тур | Другий тур |
| Вибори | Партія                  | Голосів      | Процент      | Голосів      | Процент    | Голосів    | Процент    |
| ------ | ----------------------- | ------------ | ------------ | ------------ | ---------- | ---------- | ---------- |
| 2004   | Єдиний національний рух | 1,890,739    | 96,24%       | 1-й          |            |            |            |
| 2008   | Єдиний національний рух | 1,060,042    | 54,73%       | 1-й          |            |            |            |

## Відзнаки
- Інститут риторики Миколи Овчарова визнав Міхеіла Саакашвілі найкращим оратором України 2015 року[294].

## Особисте життя
- Дружина Сандра Рулофс (нар.1968), сини Едуард (нар. 1995) та Ніколоз.
- Крім грузинської, Саакашвілі володіє англійською, іспанською, російською та українською мовами.
- Автор понад 40 статей у грузинській і закордонній пресі, численних виступів, публічних лекцій та інтерв'ю.
- Хобі: футбол, журналістика.

## Виноски
1. ↑  Раніше відомий як Михаїл Ніколозович Саакашвілі.